# Ніколаєвська сільська рада (Петропавловський район)
Нікола́євська сільська рада (рос. Николаевский сельский совет) — сільське поселення у складі Петропавловського району Алтайського краю Росії.
Адміністративний центр — село Ніколаєвка.

## Населення
Населення — 1003 особи (2019; 998 в 2010, 1027 у 2002).

## Склад
До складу сільської ради входять:
| Населений пункт     | Населення, осіб (2002) | Населення, осіб (2010) |
| ------------------- | ---------------------- | ---------------------- |
| Красні Орли, селище | 154                    | 185                    |
| Ніколаєвка, село    | 873                    | 813                    |